# Saudade, saudade
Saudade, saudade (з порт. — Туга, туга) — пісня португальської співачки Маро, яка вийшла 21 січня 2022 року Ця пісня має представляти Португалію на Євробаченні 2022.

## Історія та випуск
«Saudade, saudade» була однією з 20 пісень, які брали участь у Festival da Canção 2022 , національному відборі Португалії на пісенний конкурс Євробачення-2022 . Маро була одним із авторів пісень, запрошених Rádio e Televisão de Portugal (RTP). Композитори як створили пісню, так і вибрали виконавця для свого запису. Маро вирішила бути виконавцем через особисту природу пісні: «[це] про мого діда, якого, на жаль, більше немає з нами, але який продовжує бути невіддільною частиною мене, і який є і завжди буде. Тому я подумала, що не має сенсу не співати таку особисту пісню»." Маро та американський музикант Джон Бланда, один із її найкращих друзів, написали пісню під час поїздки до Бразилії в жовтні 2021 року. Вся пісня походить від гітарного рифу Бланди. Маро подумала, що це красиво, і використати його. Потім вона написала текст поверх мелодії.
«Saudade, saudade» вийшла для цифрового завантаження та потокового передавання в рамках збірника Festival da Canção 2022 21 січня 2022 року на Universal Music.Версія для фортепіано під назвою «Saudade, saudade (Live in Studio)» вийшла 7 березня 2022 року.

## Живі виступи
16 лютого 2022 року Маро завантажила на свій канал YouTube акустичну версію пісні, записану в Абіньйо , Іспанія. Маро з'явилася на радіостанції RFM 17 березня, заспівала частину пісні під час інтерв'ю. 29 квітня 2022 року відбулася прем'єра третього епізоду «Eurovision House Party 2022» за участю Маро, а 5 травня того ж року стало доступним її самостійне виконання. 7 травня 2022 року інтерв'ю та виступ Маро стали доступними на веб-сайті радіостанції TSF. Того ж дня, Маро Wiwi Jam at Home акустичне виконання було завантажено на канал YouTube Wiwibloggs.

## Пісенний конкурс Євробачення 2022

### Festival da Canção 2022
4 листопада 2021 року Маро було оголошено автором пісень Festival da Canção 2022, національного відбору Португалії на пісенний конкурс Євробачення 2022. 21 січня 2022 року було оголошено, що Маро виконає свою пісню під назвою «Saudade, saudade». Вона брала участь у першому півфіналі 5 березня 2022 року, посівши перше місце з 22 балами після перемоги в голосуванні журі та друге місце в телеголосуванні. У фіналі, який відбувся 12 березня того ж року, вона виграла як голосування журі, так і телеголосування, посівши перше місце з 24 балами, ставши представником Португалії на Євробаченні 2022 року.

### На Євробаченні
Пісенний конкурс Євробачення 2022 відбувся на Пала-Альпітур в Турині, Італія, і складався з двох півфіналів 10 та 12 травня, а потім фіналу 14 травня 2022 року. Португалія ввійшла до першого півфіналу, який відбувся 10 травня 2022 року, а виступ було заплановано у другій половині шоу. Португалія виступила на десятій позиції після входу Молдови та перед входом Хорватії.

## Чарти
| Чарт (2022)                     | Позиція на піці |
| ------------------------------- | --------------- |
| Португалія (AFP)                | 4               |
| Португальські пісні (Billboard) | 3               |